# Municipio de Harrison (condado de Benton)
El municipio de Harrison (en inglés: Harrison Township) es uno de los veinte municipios ubicados en el condado de Benton en el estado estadounidense de Iowa. En el año 2000 el municipio tenía una población de 354 habitantes y una densidad poblacional de 5,1 personas por km².

## Geografía
El municipio de Harrison se encuentra ubicado en las coordenadas 41°15′12″N 91°59′19″O / 41.25333, -91.98861.